# Magneuptychia gracilis
Magneuptychia gracilis är en fjärilsart som beskrevs av Gustav Weymer 1911. Magneuptychia gracilis ingår i släktet Magneuptychia och familjen praktfjärilar. Inga underarter finns listade i Catalogue of Life.